# Tân Lợi Thạnh
Tân Lợi Thạnh là một xã thuộc huyện Giồng Trôm, tỉnh Bến Tre, Việt Nam.
Xã Tân Lợi Thạnh có diện tích 12,14 km², dân số năm 1999 là 7.111 người, mật độ dân số đạt 586 người/km².
Đây là quê của nguyên Bí thư Tỉnh ủy Bến Tre, Phó trưởng ban chỉ đạo Tây Nam Bộ Võ Thành Hạo.